# Zelia rufina
Zelia rufina là một loài ruồi trong họ Tachinidae.